# Fernando Saavedra
Fernando Antonio Saavedra Valencia (La Ligua, V Región de Valparaíso, Chile, 10 de abril de 1986) es un exfutbolista chileno que jugaba como Mediocampista.

## Trayectoria
Debutó en el 2005 con la camiseta de Deportes La Serena donde tuvo una buena actuación. En el 2006 fue fichado por Quilmes Atlético Club teniendo una buena actuación. Luego volvió a Deportes La Serena a fines del 2007. En enero de 2008 fue fichado por Everton de Viña del Mar  con buena campaña logrando el campeonato de apertura, siendo un jugador polifuncional.
En 2011 fue nominado a la Selección Chilena de Fútbol Sub-25 para enfrentar a su similar de Paraguay.
Es considerado un ídolo en la institución viñamarina dado que forma parte de una generación dorada de jugadores. Se despide del club como capitán y una hinchada en desacuerdo con su partida. Retorna a Everton para afrontar el campeonato de Primera División del año 2020.

## Clubes
| Club               | País      | Año       |
| ------------------ | --------- | --------- |
| Deportes La Serena | Chile     | 2005-2006 |
| Quilmes            | Argentina | 2006-2007 |
| Deportes La Serena | Chile     | 2007      |
| Everton            | Chile     | 2008-2016 |
| → Unión San Felipe | Chile     | 2010      |
| San Luis           | Chile     | 2016-2017 |
| Unión La Calera    | Chile     | 2017-2018 |
| Deportes Temuco    | Chile     | 2019      |
| Everton            | Chile     | 2020-2022 |

## Palmarés

### Títulos nacionales
| Título           | Equipo          | País   | Año    |
| ---------------- | --------------- | ------ | ------ |
| Primera División | Everton         | Chile  | 2008-A |
| Primera B        | Unión La Calera | 2017-T |        |

- Datos: Q5444914
- Multimedia: Fernando Saavedra / Q5444914